# DDR-SDRAM

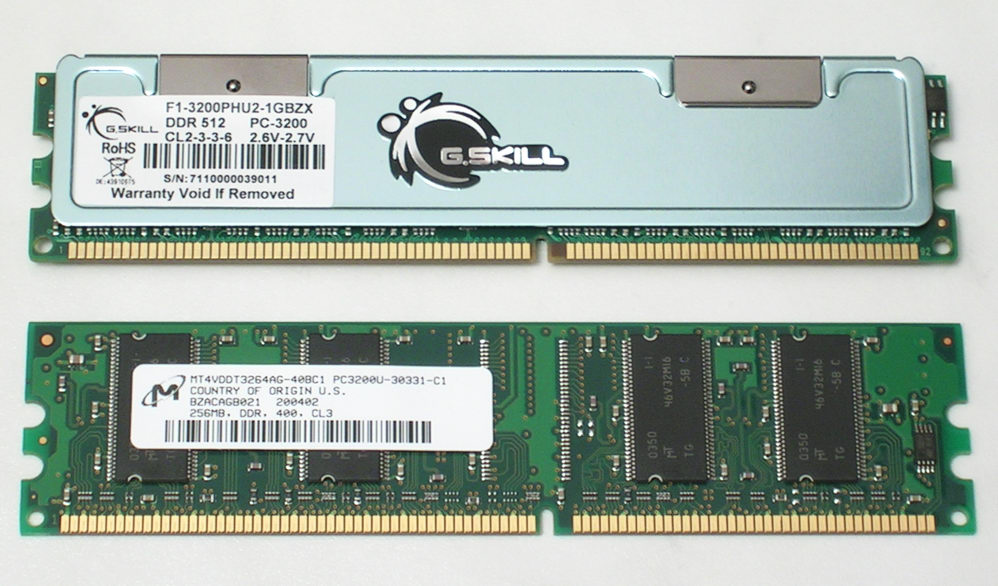
Zwei DDR-SDRAM-Module: oben 512 MiB beidseitig bestückt mit Heatspreader, unten 256 MiB einseitig bestückt

Verschiedene Desktop-DDR-Module: DDR1 hat gegenüber seinen Nachfolgern weniger und größere Kontakte: 1,27 mm/Pin. DDR2+DDR3: 1,00 mm/Pin. DDR4+DDR5: 0,85 mm/Pin. Ab DDR3 sind die vier seitlichen Aussparungen eckig. SDRAM (nicht im Bild) hat zwei Kerben in der Kontaktleiste.

DDR-SDRAM (englisch Double Data Rate Synchronous Dynamic Random Access Memory; oft auch nur: DDR-RAM) ist ein halbleiterbasierter RAM-Typ, der durch Weiterentwicklung von SDRAM entstand. Aktuell (2024) gibt es ihn in fünf Generationen, die 5. Generation (DDR5) wurde 2019 spezifiziert und erschien 2021 auf dem Markt.
Verwendet werden diese hauptsächlich für Speichermodule des DIMM- und SO-DIMM-Standards und als Arbeitsspeicher in PCs und Laptops. Für mobile Geräte gibt es eine eigene Spezifikation (Low Power SDRAM), ebenso für Grafikspeicher (siehe GDDR).

## Geschichte
Mitte 1999 setzte die Computerindustrie auf die Weiterentwicklung von SDRAM in Form der DDR-Speichertechnik, weil die von Intel unterstützte Direct-Rambus-DRAM-Technik (RDRAM) durch einen Fehler im i820-Chipsatz Probleme bekam und durch den Pentium-III-FSB ihre Leistungsfähigkeit trotz hoher Preise nicht ausspielen konnte.
Erste Speicherchips sowie Mainboards mit Unterstützung für DDR-SDRAM kamen Ende 1999 auf den Markt. Erst Anfang 2002 konnten sie sich jedoch auf dem europäischen Endverbrauchermarkt durchsetzen.

## Übersicht
| DDR- SDRAM- Standard | Jahr | Takt (MHz) | Takt (MHz)  | Pre- fetch | Data-Trans- fer-Rate | Spannung                     | Pins | Pins | Pins   | Bemerkungen |
| DDR- SDRAM- Standard | Jahr | Speicher   | I/O         | Pre- fetch | (MT/s)               | (V)                          | DIMM | SO-  | Micro- | Bemerkungen |
| -------------------- | ---- | ---------- | ----------- | ---------- | -------------------- | ---------------------------- | ---- | ---- | ------ | --- |
| SDR                  | 1993 | 066 – 133  | 0066 – 1330 | 01n        | 0066 – 1330          | 3,3                          | 168  | 144  |        | bis 183 MT/s auf Grafikkarten |
| DDR                  | 1998 | 100 – 200  | 0100 – 2000 | 02n        | 0200 – 4000          | 2,5/2,6                      | 184  | 200  | 172    | bis 400 MT/s, CL 2-2-2-5 |
| DDR2                 | 2003 | 100 – 266  | 0200 – 5330 | 04n        | 0400 – 1066          | 1,8/2,0                      | 240  | 200  | 214    | bis 1066 MT/s, CL 6-7-7-20 |
| DDR3                 | 2007 | 100 – 333  | 0400 – 1333 | 08n        | 0800 – 2666          | 1,5/1,65/ 1,35 (L)/ 1,25 (U) | 240  | 204  | 214    | bis 2666 MT/s, CL 11-14-15 |
| DDR4                 | 2014 | 200 – 667  | 0800 – 2666 | 08n        | 1600 – 5333          | 1,2/1,6                      | 288  | 260  | –      | bis 5333 MT/s, CL 22-32-32-52 |
| DDR5                 | 2020 | 300 – 500  | 2400 – 4000 | 16n        | 4800 – 8000          | 1,1/1,4                      | 288  | 262  | –      | bis 8000 MT/s, CL 30-38-48-48-128 2 Kanäle à 32 bit statt 1 Kanal mit 64 bit, On-Die-ECC, Dual-Parity statt Single-Parity (unabhängig von On-Die-ECC), On-Die voltage regulators, same page-refresh |

1. ↑  https://www.anandtech.com/show/442/7 ELSA ERAZOR X SDR GeForce
by Matthew Witheiler on January 12, 2000 1:37 AM EST
2. ↑  1,35 V werden mit L für low (engl. für niedrig) und 1,25 V mit U für ultralow gekennzeichnet
3. ↑  Auch Nicht-ECC-RAM weist Paritätsbits auf, die der Speicher zur internen Speicherkorrektur unabhängig von der CPU nutzt
4. ↑  Erhöhung von 8 auf 16 bit Parität pro 64 bit Speicherzeile, ermöglicht Fehlerkorrektur von Zwei-Bit-Fehlern

## Arbeitsweise

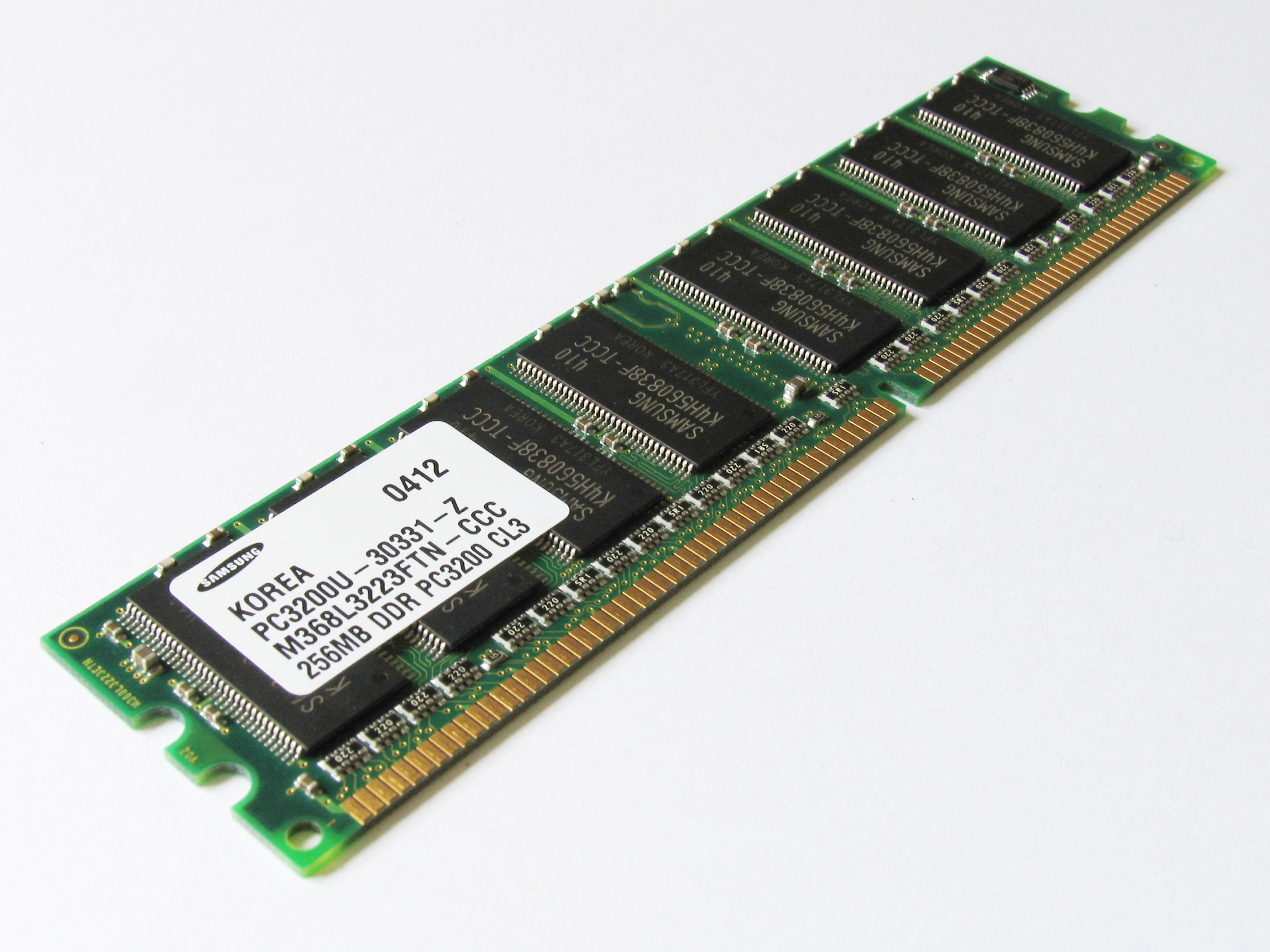
PC-3200-Modul mit DDR-400-Chips

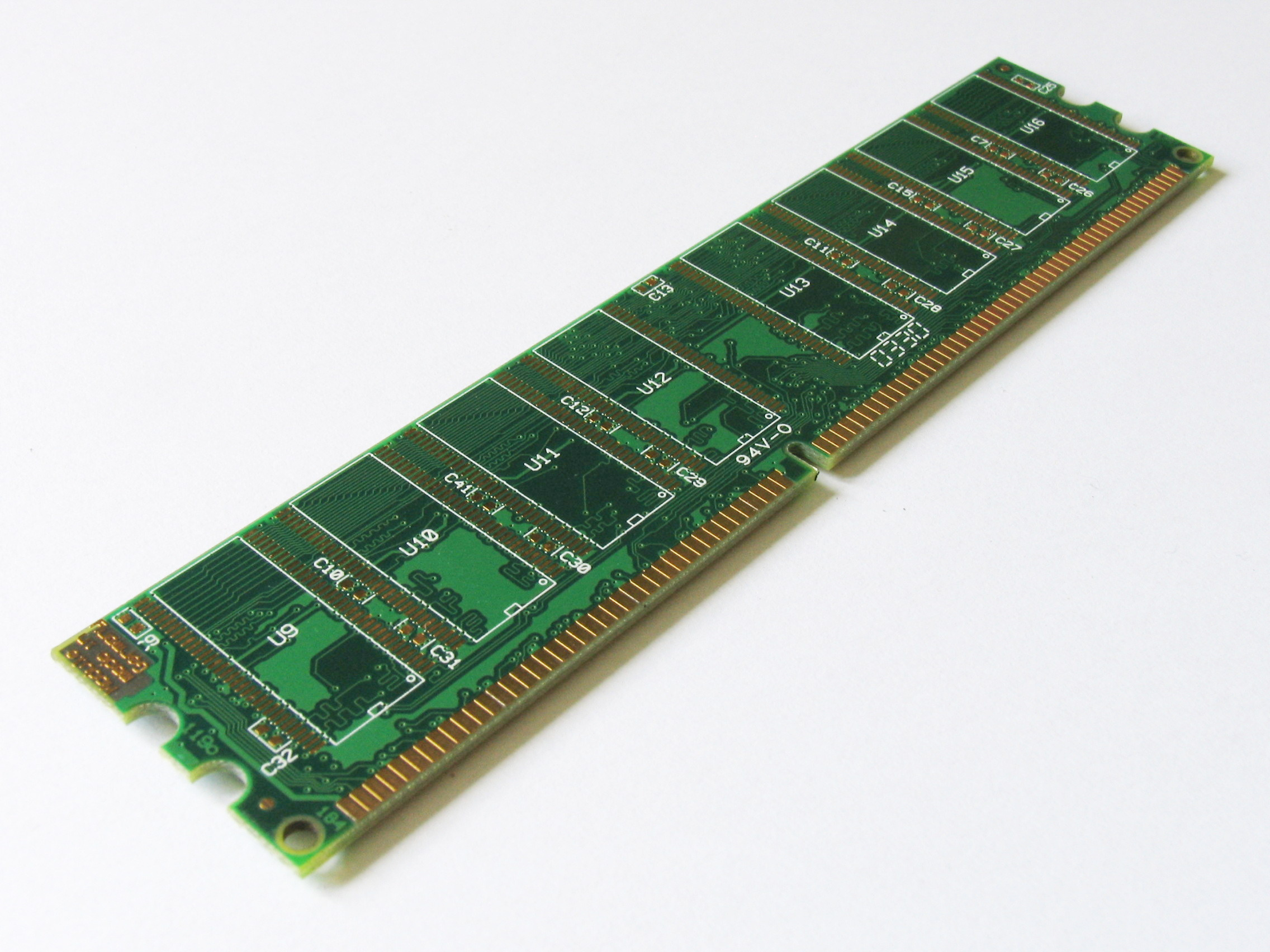
… und die Rückseite

DDR-SDRAM ermöglicht keine höheren Datenraten per se, da die eigentliche Datenübertragung bei SDR und DDR mit der gleichen Zeitabfolge und den gleichen Problemstellungen erfolgt. Das DDR-Verfahren löst im Vergleich zu SDR (und als einzig wesentlichen Unterschied), das Problem der Taktübertragung: Bei SDR hat das Taktsignal eine doppelt so hohe Frequenz wie im schlechtesten Fall das Datensignal. Das Taktsignal hat zwei Pegelwechsel pro Takt, das Datensignal maximal einen Pegelwechsel. Das ist bei DDR-Übertragungen nicht mehr der Fall.
Dafür muss der Takt im DDR-RAM-Modul mittels einer lokalen Phasenregelschleife (PLL) schaltungstechnisch wieder verdoppelt werden.
Teilweise ist auch eine weitere Teilung des Taktes üblich. Teilweise sind auch unterschiedliche Takte für die Kommandierung und die Datenübertragung üblich. Dies ist z. B. bei GDDR-6-RAM der Fall. Ein "18 GHz" GDDR-6-RAM verwendet ein 4,5 GHz-Taktsignal und überträgt mit 18 GHz je 1 Bit pro Datenleitung.

### DDR-SDRAM
Während „normale“ SDRAM-Module bei einem Takt von 133 MHz eine Datenübertragungsrate von 1,06 GB/s bieten, arbeiten Module mit DDR-SDRAM (133 MHz) nahezu mit der doppelten Datenrate. Möglich wird das durch einen relativ simplen Trick: Sowohl bei der auf- als auch bei der absteigenden Flanke des Taktsignals wird ein Datenbit übertragen, anstatt wie bisher nur bei der aufsteigenden.
Damit das Double-Data-Rate-Verfahren zu einer Beschleunigung führt, muss die Anzahl zusammenhängend angeforderter Daten (= „Burst-Length“) immer gleich oder größer als die doppelte Busbreite sein. Da das nicht immer der Fall sein kann, ist DDR-SDRAM im Vergleich zu einfachem SDRAM bei gleichem Takt nicht exakt doppelt so schnell. Ein weiterer Grund ist, dass Adress- und Steuersignale im Gegensatz zu den Datensignalen nur mit einer Taktflanke gegeben werden.
DDR-SDRAM-Speichermodule (DIMM) besitzen 184 Kontakte/Pins (DDR2-SDRAM DIMM/DDR3-SDRAM DIMM: 240, SDRAM DIMM: 168 Kontakte). Die Betriebsspannung beträgt normalerweise 2,5 V, für DDR-400 2,6 V.
| Chip    | Modul   | Speicher- takt | I/O- Takt² | Effektiver Takt³ | Datenrate (64 bit Bus) |
| ------- | ------- | -------------- | ---------- | ---------------- | ---------------------- |
| DDR-200 | PC-1600 | 100 MHz        | 100 MHz    | 200 MHz          | 1,6 GB/s               |
| DDR-266 | PC-2100 | 133 MHz        | 133 MHz    | 266 MHz          | 2,1 GB/s               |
| DDR-333 | PC-2700 | 166 MHz        | 166 MHz    | 333 MHz          | 2,7 GB/s               |
| DDR-400 | PC-3200 | 200 MHz        | 200 MHz    | 400 MHz          | 3,2 GB/s               |

²: Geschwindigkeit der Anbindung an den Speichercontroller von CPU oder Mainboard
³: Effektiver Takt im Vergleich zu SDR-SDRAM (theoretisch)
PC-XXXX: Das XXXX berechnet sich durch (2 × Speichertakt × Busbreite)/8 (Busbreite = 64 bit) und entspricht der Datenrate in MB/s.
DDR-200 bis DDR-400 sowie die damit aufgebauten PC-1600- bis PC-3200-Speichermodule sind von der JEDEC als JESD79 standardisiert. Alle davon abweichenden Module orientieren sich zwar von den Bezeichnungen her an den Standards, aber jeder Hersteller setzt bei den elektrischen Eigenschaften – dieser oft als „Übertakter-Speicher“ angebotenen Module – seine eigenen Spezifikationen ein und arbeitet oft mit exzessiver Überspannung.
Einen Sicherheitsgewinn bringen die oft in Servern eingesetzten Speichermodule mit ECC (Error Checking and Correction) oder auch Registered-Module mit Signalpuffer. Das gilt aber nur, wenn diese Speichermodule explizit unterstützt werden, oft funktionieren ECC-Module in normalen Desktop-Hauptplatinen überhaupt nicht. Solche Speichermodule sind in allen standardisierten Taktfrequenzen erhältlich und an der zusätzlichen Bezeichnung R, ECC oder R ECC erkennbar, beispielsweise PC-1600R, PC-2100 ECC oder PC-2700R ECC.

### DDR2-SDRAM

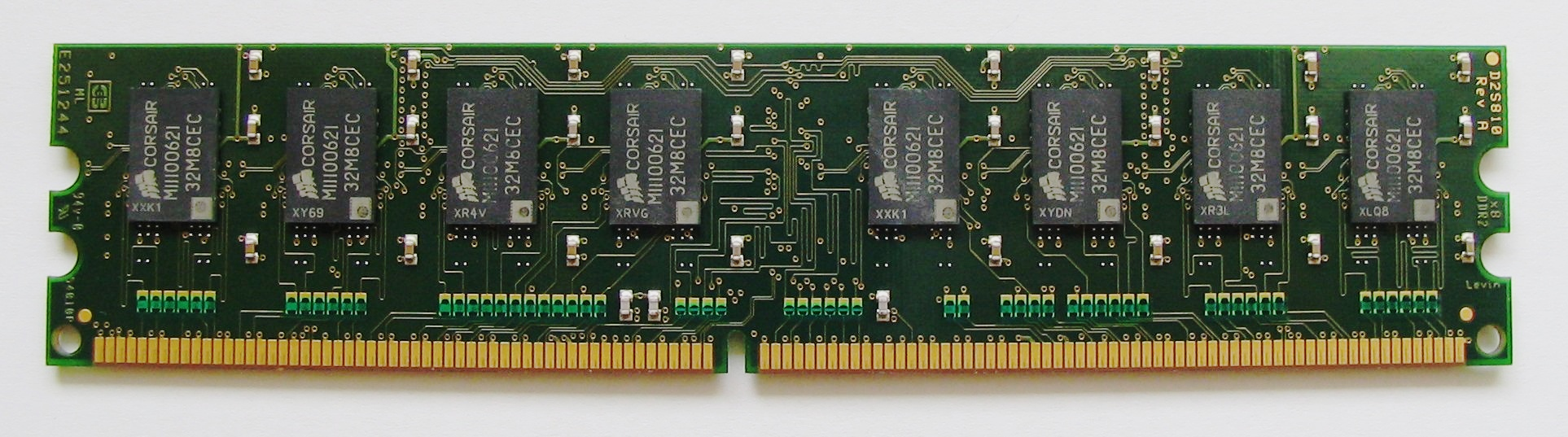
512-MiB-PC2-4200-Speichermodul: Die Chips sind hier in einem BGA-Gehäuse untergebracht. Die Bezeichnung 32M8CEC bedeutet 32 Mibit × 8 = 256 Mibit oder 32 MiB Speicherkapazität pro Chip.

DDR2-SDRAM ist eine Weiterentwicklung des Konzeptes von DDR-SDRAM, bei dem statt mit einem Zweifach- mit einem Vierfach-Prefetch gearbeitet wird.
Die Module für Desktop-Computer besitzen 240 statt 184 Kontakte/Pins und sind mechanisch und elektrisch nicht kompatibel mit DDR-Modulen der ersten Generation. Durch eine anders angeordnete Kerbe wird eine Verwechslung verhindert.
Die Gehäuse der Speicherchips sind in FBGA (Fine Ball Grid Array)-Technik ausgeführt und kleiner (126 mm² statt bisher 261 mm²) als Standard-DDR-RAM im TSOP (Thin Small Outline Package)-Gehäuse.
Bei DDR2-SDRAM ist der I/O-Puffer mit der doppelten Frequenz der Speicherchips getaktet. Man erhält – wie bei dem älteren DDR-Standard – jeweils bei steigender als auch bei fallender Flanke des Taktsignals gültige Daten. Beim DDR-SDRAM werden mit einem Read-Kommando (mindestens) zwei aufeinanderfolgende Adressen gelesen, bei DDR2-SDRAM vier, bedingt durch die Prefetch-Methode des jeweiligen Standards. Aus einem 64 Bit breiten DDR-Modul werden also pro Lesezugriff 128 Bit gelesen, aus einem DDR2-Modul 256 Bit. Die absolute Datenmenge bleibt bei gleichem I/O-Takt von zum Beispiel 200 MHz aber identisch, da das DDR2-Modul zwei Takte anstatt einen benötigt, um die Daten zu übertragen. DDR2 unterstützt nur zwei mögliche Burst-Längen (Anzahl an Datenwörtern, die mit einem einzelnen Kommando gelesen oder geschrieben werden können), nämlich 4 (bedingt durch Vierfach-Prefetch) oder 8, DDR hingegen unterstützt 2, 4 oder 8.
Zur Senkung der elektrischen Leistungsaufnahme wurde die Signal- und Versorgungsspannung von 2,6 V auf 1,8 V verringert. Unter anderem durch die verringerte Spannung und die damit geringere Wärmeentwicklung sind höhere Taktraten möglich.
DDR2-SDRAM Chips arbeiten mit „On-Die Termination“ (ODT). Der Speicherbus muss also nicht mehr auf der Modulplatine (oder dem Board) terminiert werden. Die Terminierungsfunktion wurde direkt in die Chips integriert, was Platz und Kosten spart. Bei ODT sendet der Speicher-Controller ein Signal auf den Bus aus, das alle inaktiven Speicherchips dazu veranlasst, auf Terminierung umzuschalten. Somit befindet sich nur das aktive Signal auf der Datenleitung, Interferenzen sind so gut wie ausgeschlossen.

#### Kompatibilität
DDR2-Module können ohne Rücksicht auf ihre jeweilige Geschwindigkeitsangabe prinzipiell in jede Hauptplatine mit DDR2-Steckplätzen eingesetzt werden. Der Speichercontroller sorgt dafür, dass Speichermodule, die langsamer sind als die Hauptplatine, höchstens mit der Taktrate betrieben werden, für die sie ausgelegt sind.
Auch DDR2-Module mit unterschiedlichen Taktraten können beliebig kombiniert werden. Meist arbeitet dann jedoch der gesamte Speicher nur mit der Geschwindigkeit des langsamsten Moduls.
Da die JEDEC-Spezifikationen jedoch ungenau sind, kann es zu Kompatibilitätsproblemen zwischen bestimmten Mainboards und bestimmten Speichermodulen kommen. Oft können diese Probleme durch ein BIOS-Update gelöst werden. Nur bei einem Speicher, der auf der sogenannten QVL (Qualified Vendor List) des Mainboards steht, kann davon ausgegangen werden, dass er in diesem Mainboard auf jeden Fall funktioniert.
| Chip      | Modul    | Speicher- takt | I/O- Takt² | Effektiver Takt³ | Datenrate (64 bit Bus) |
| --------- | -------- | -------------- | ---------- | ---------------- | ---------------------- |
| DDR2-4000 | PC2-3200 | 100 MHz        | 200 MHz    | 400 MHz          | 3,2 GB/s               |
| DDR2-5330 | PC2-4200 | 133 MHz        | 266 MHz    | 533 MHz          | 4,2 GB/s               |
| DDR2-6670 | PC2-5300 | 166 MHz        | 333 MHz    | 667 MHz          | 5,3 GB/s               |
| DDR2-8000 | PC2-6400 | 200 MHz        | 400 MHz    | 800 MHz          | 6,4 GB/s               |
| DDR2-1066 | PC2-8500 | 266 MHz        | 533 MHz    | 1066 MHz         | 8,5 GB/s               |

²: Geschwindigkeit der Anbindung an den Speichercontroller von CPU oder Mainboard
³: Effektiver Takt im Vergleich zu SDR-SDRAM (theoretisch)
PC2-XY00: Das XY00 berechnet sich durch (4 × Speichertakt [in MHz] × Busbreite [in Bit])/8 (Busbreite = 64 bit) und entspricht der Datenrate in MB/s.
DDR2-400 bis DDR2-1066 sowie die damit aufgebauten PC2-3200- bis PC2-8500-Speichermodule sind von der JEDEC standardisiert. Alle davon abweichenden Module orientieren sich zwar von den Bezeichnungen her an den Standards, aber jeder Hersteller setzt bei den elektrischen Eigenschaften – der oft als „Übertakter-Speicher“ angebotenen Module – seine eigenen Spezifikationen und arbeitet oft mit exzessiver Überspannung. Wie bei DDR-SDRAM gibt es auch bei DDR2-SDRAM neben den Unregistered-Modulen (oft als PC2-XY00U bezeichnet) auch Registered-Module (PC2-XY00R) und ECC-Module (PC2-XY00E) wie auch FBDIMM-Module (PC2-XY00F).

### DDR3-SDRAM

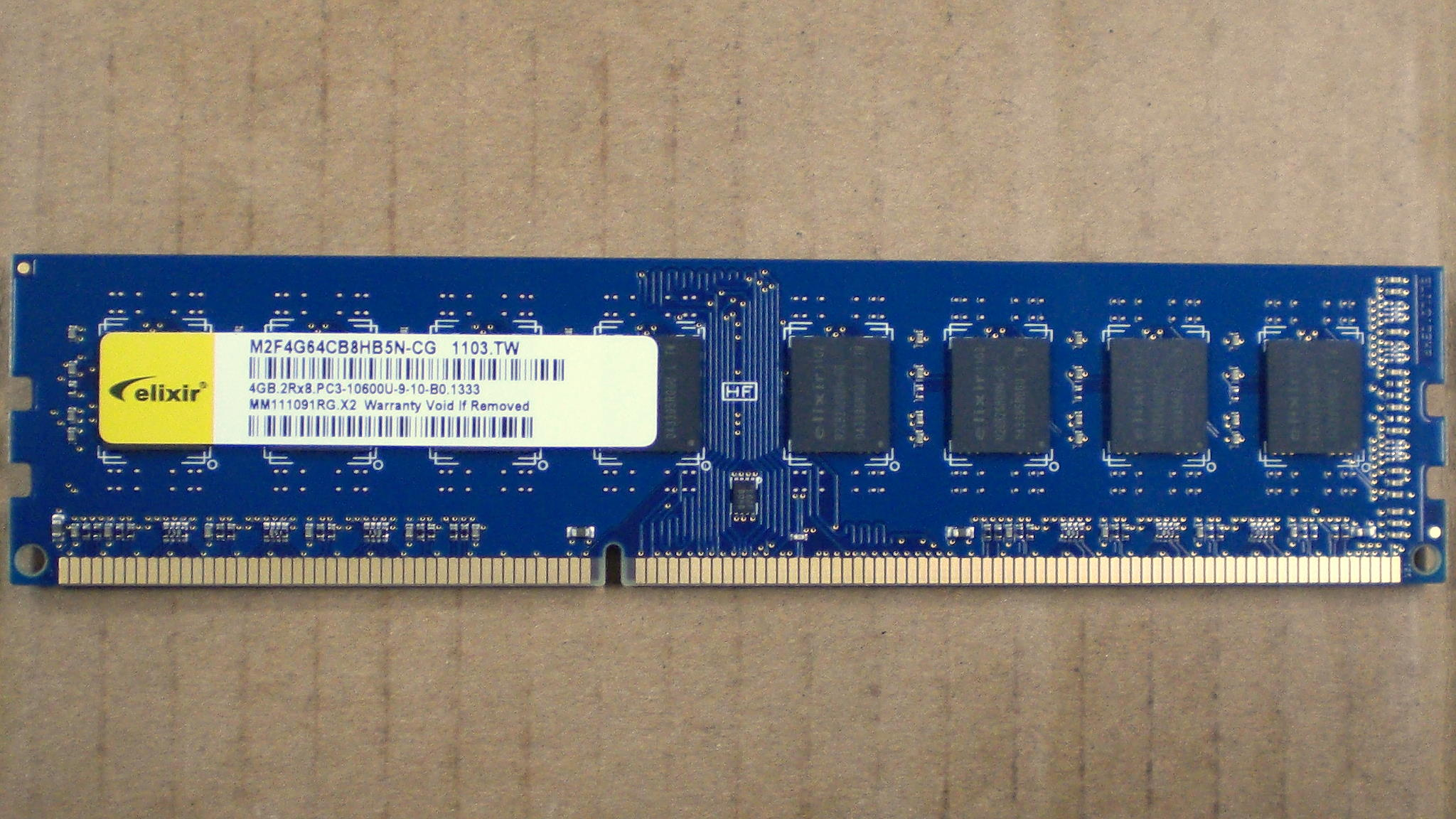
DDR3-Modul: Die Kerbe liegt gegenüber DDR2-Modulen deutlich näher am Rand.

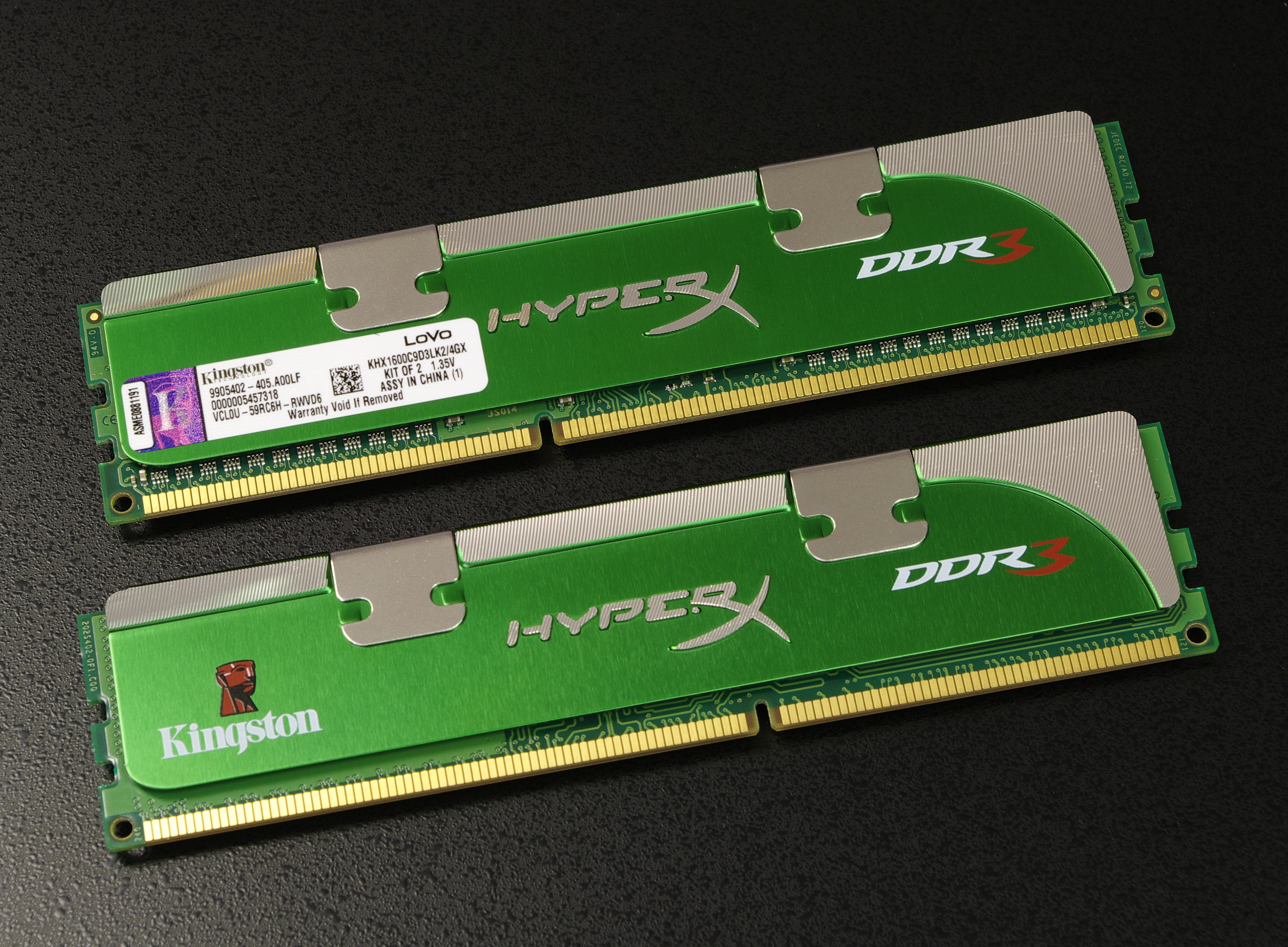
DDR3-Module in Low-Voltage-Ausführung

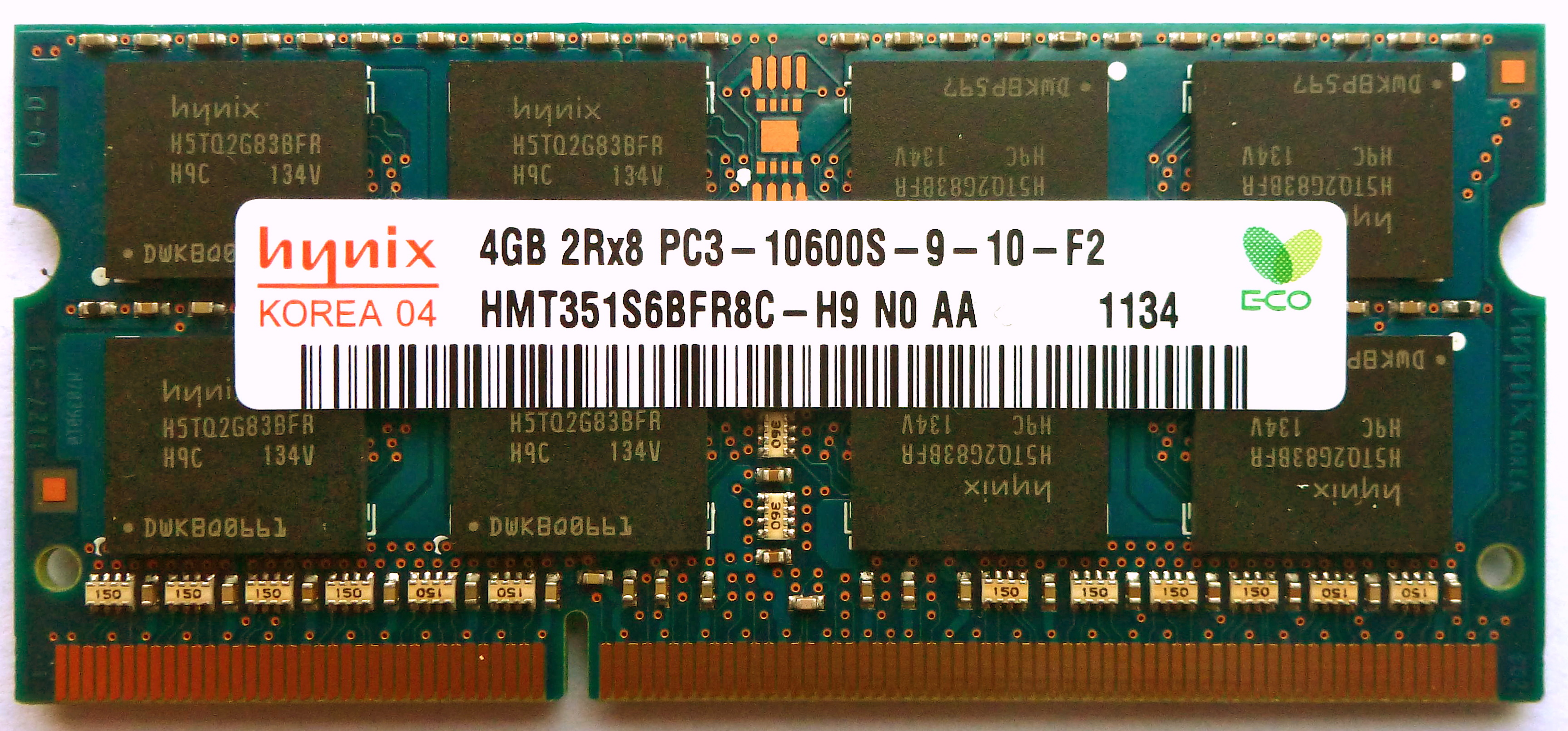
PC3-10600 DDR3-SO-DIMM (204 Pins)

DDR3-SDRAM ist eine Weiterentwicklung des Konzeptes von DDR2-SDRAM, bei dem statt mit einem Vierfach- mit einem Achtfach-Prefetch gearbeitet wird.
Die Chips mit einer Kapazität von mindestens 512 Mebibit verarbeiten Daten mit 8500 Megabyte pro Sekunde und sind damit deutlich schneller als DDR-400- oder auch DDR2-800-SDRAM. Allerdings ist die CAS-Latenz höher. DDR3-SDRAM wird mit 1,5 V statt 1,8 V betrieben und ist damit gerade für den mobilen Einsatz besser geeignet, bei dem es auf lange Akkulaufzeiten ankommt. Low-Voltage-Ausführungen (DDR3L) können auf geeigneten Hauptplatinen mit 1,35 V betrieben werden. Ultra-Low-Voltage-Ausführungen (DDR3U) sind für den Betrieb mit 1,25 V vorgesehen.
DDR3-SDRAM-Speichermodule (DIMM) besitzen 240 Kontakte/Pins. Trotz gleicher Pinzahl sind sie nicht zu DDR2-SDRAM kompatibel und besitzen unterschiedliche Einkerbungen. SODIMM-Module für Notebooks haben 204 Kontakte gegenüber 200 Kontakten als DDR2-Variante und als DDR1-Variante.
Im Bereich des Grafikspeichers wird schon seit längerem GDDR3-Speicher eingesetzt. Dieser basiert aber auf DDR2-Speicherchips, lediglich die Spannung wurde anfangs abgesenkt (Spannung VDD = 1,5 V statt 2,5 V; VDDQ = 1,5 V statt 1,8 V). Die Bezeichnung GDDR3 besitzt keine offiziellen Spezifikationen, sondern wurde aus Marketing-Gründen gewählt (um sich von dem weniger erfolgreichen GDDR2 abzugrenzen). GDDR4 und GDDR5 basieren auf DDR3-Technologien, sind aber teils erheblich modifiziert für den Einsatz als Grafikspeicher.
| Chip      | Modul     | Speicher- takt | I/O- Takt² | Effektiver Takt³ | Datenrate (64 bit Bus) |
| --------- | --------- | -------------- | ---------- | ---------------- | ---------------------- |
| DDR3-8000 | PC3-64000 | 100 MHz        | 400 MHz    | 800 MHz          | 6,4 GB/s               |
| DDR3-1066 | PC3-85000 | 133 MHz        | 533 MHz    | 1066 MHz         | 8,5 GB/s               |
| DDR3-1333 | PC3-10600 | 166 MHz        | 666 MHz    | 1333 MHz         | 10,6 GB/s              |
| DDR3-1600 | PC3-12800 | 200 MHz        | 800 MHz    | 1600 MHz         | 12,8 GB/s              |
| DDR3-1866 | PC3-14900 | 233 MHz        | 933 MHz    | 1866 MHz         | 14,9 GB/s              |
| DDR3-2133 | PC3-17000 | 266 MHz        | 1066 MHz   | 2133 MHz         | 17,0 GB/s              |

²: Geschwindigkeit der Anbindung an den Speichercontroller von CPU oder Mainboard
³: Effektiver Takt im Vergleich zu SDR-SDRAM (theoretisch)
PC3-XXXX: Das XXXX berechnet sich durch (8 × Speichertakt [in MHz] × Busbreite eines Moduls)/8 und entspricht der Datenrate in MB/s. Die Datenbusbreite eines Modules ist immer 64 Bit (= 8 Byte). Zudem können 8 × 4 GB pro Modul adressiert werden (Adressbus benötigt nur 32 Bit).
Die Spezifikationen von DDR3-800 bis DDR3-2133 sowie die damit aufgebauten PC3-6400- bis PC3-17000-Speichermodule sind von der Standardisierungsorganisation JEDEC beschrieben. Alle davon abweichenden Module orientieren sich zwar von den Bezeichnungen her an den Standards, aber jeder Hersteller setzt bei den elektrischen Eigenschaften – der oft als „Übertakter-Speicher“ angebotenen Module – seine eigenen Spezifikationen und arbeitet oft mit exzessiver Überspannung. Wie bei DDR1-SDRAM, gibt es auch bei DDR3-SDRAM ECC- und Registered-Module, diese sind allerdings gegenwärtig (Mai 2011) nur bis einschließlich PC3-12800 standardisiert. Analog zu früheren Standards werden diese mit der Zusatzkennung R, ECC oder R ECC versehen. Eine Kennung PC3L- bezeichnet Low-Voltage-Speichermodule, PC3U- steht für Ultra-Low-Voltage-Speichermodule. Analog bestehen die Bezeichnungen DDR3L und DDR3U für entsprechende Speicherchips. Dabei ist nur eine eingeschränkte Kompatibilität untereinander gegeben: PC3L-Module laufen meistens problemlos in Mainboards mit höherer Spannung, andersherum  nicht oder der Betrieb ist instabil.

### DDR4-SDRAM

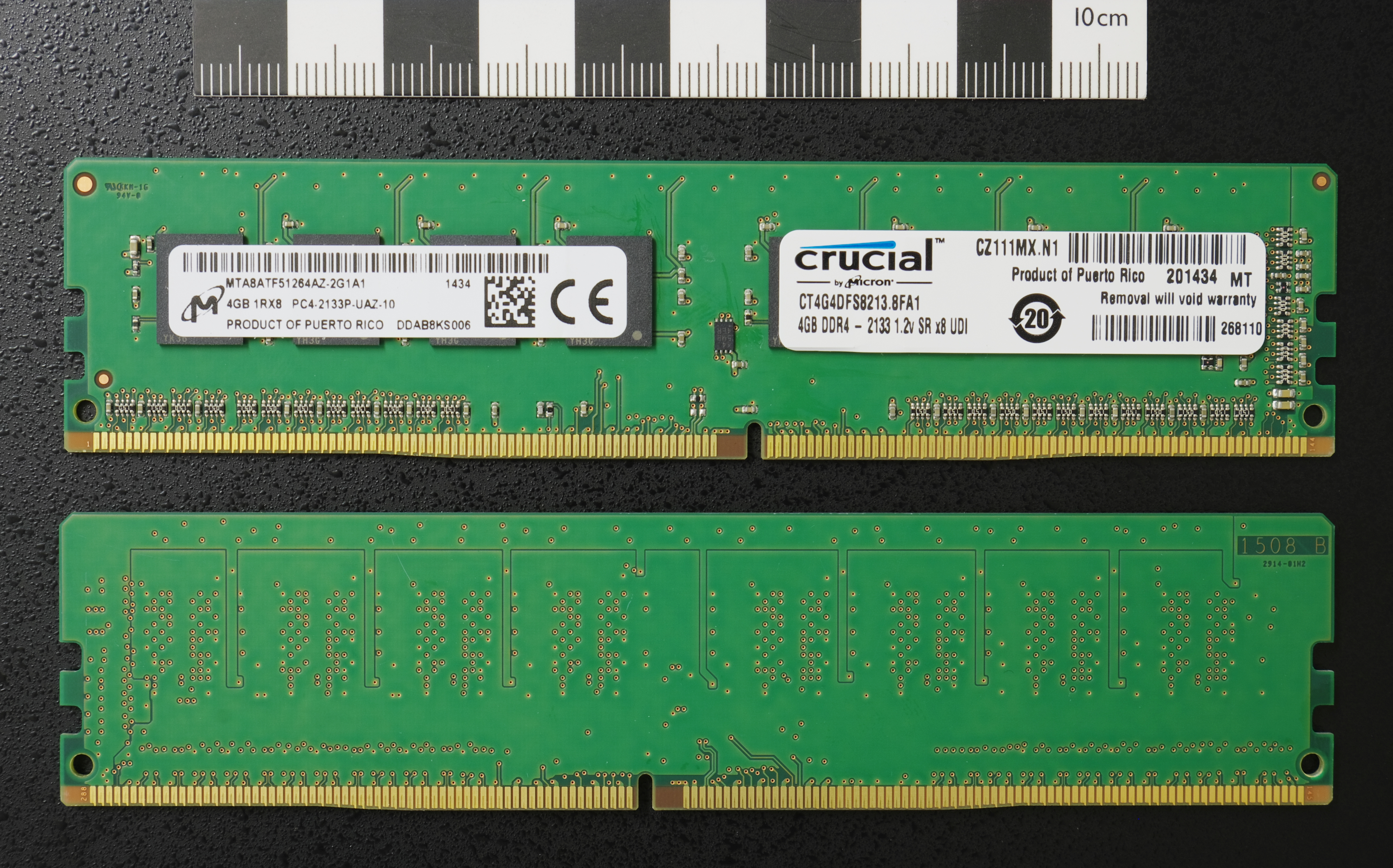
DDR4-Speicherriegel

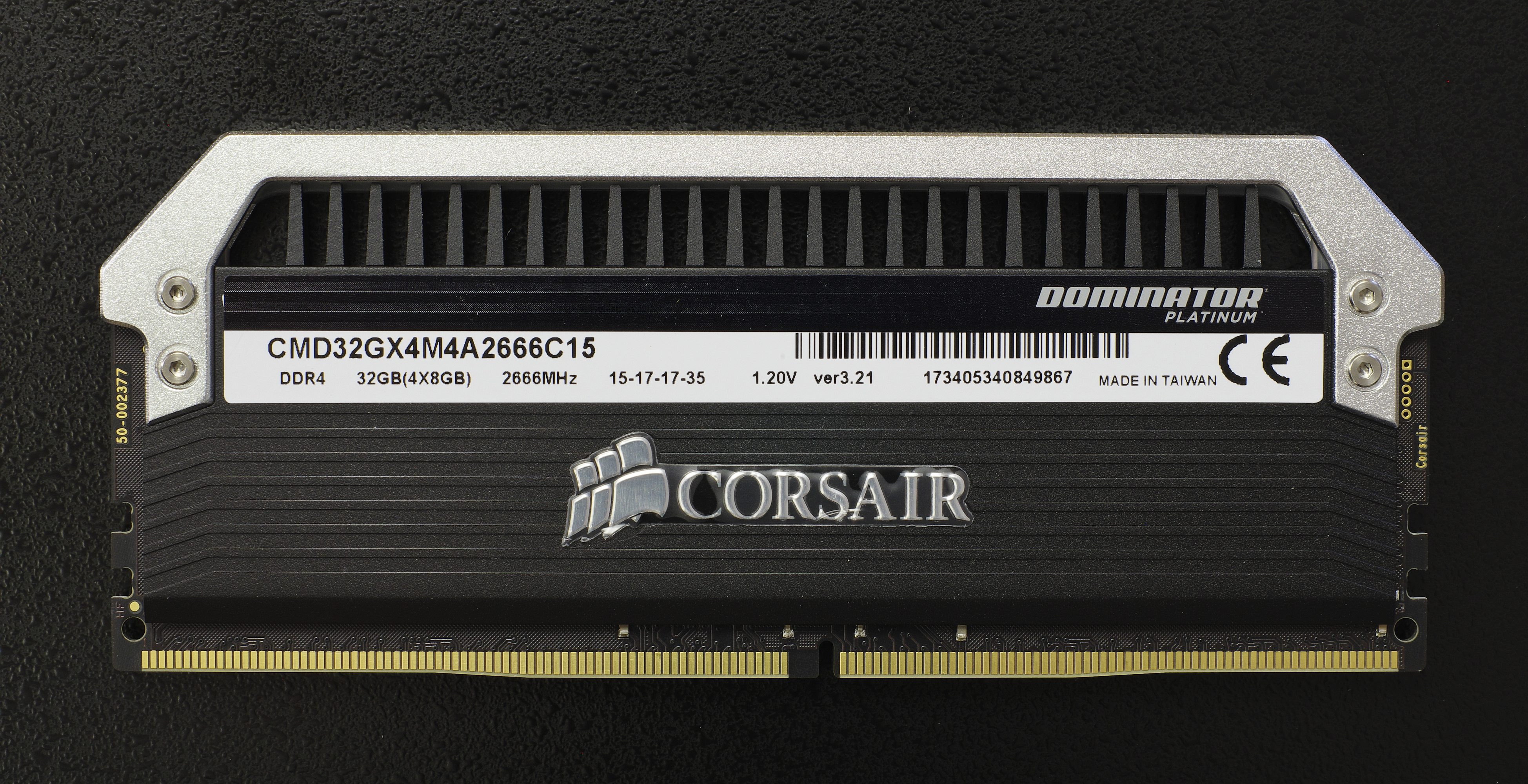
DDR4-2666 4x8 GB mit Kühlkörper

Ein DDR4-SDRAM besitzt 288 Kontakte, das Notebook-Pendant SO-DIMM 260 Kontakte. Wie bei DDR3-SDRAM auch, wird der Speicher mit 8-fach-Prefetch betrieben. Es findet also keine Verdoppelung statt, wie es bei den vorherigen DDR-SDRAM-Generationen der Fall war. Stattdessen können die Module mit höheren Taktraten betrieben werden. Die neuen Speichermodule sollen im 30-Nanometer-Verfahren hergestellt werden.
Im Mai 2012 lieferte Micron erste Testexemplare von DDR4-SDRAMs aus und ab Mitte 2014 waren sie im Markt eingeführt. Ursprünglich sollte er schon bis 2015 mindestens 50 Prozent Marktanteil erreichen; spätere Schätzungen gingen davon aus, dass dieses Ziel frühestens 2016 erreicht werden kann.
Der Durchbruch gelingt nach aktuellen (04/2017) Hochrechnungen im Jahr 2017.
Damit wurde der 2007 eingeführte DDR3-Standard erst nach etwa zehn Jahren mehrheitlich abgelöst.
Die zwei wichtigen Neuerungen bei DDR4 gegenüber DDR3 sind:
- Data Bus Inversion für jeweils 8 Datenbits
- Für Testzwecke können die RAM-Bausteine Testpattern generieren, die für Diagnosezwecke einsetzbar sind

| Chip      | Modul     | Speicher- takt | I/O- Takt² | Effektiver Takt³ | Datenrate (64 bit Bus) |
| --------- | --------- | -------------- | ---------- | ---------------- | ---------------------- |
| DDR4-1600 | PC4-12800 | 200 MHz        | 800 MHz    | 1600 MHz         | 12,8 GB/s              |
| DDR4-1866 | PC4-14900 | 233 MHz        | 933 MHz    | 1866 MHz         | 14,9 GB/s              |
| DDR4-2133 | PC4-17000 | 266 MHz        | 1066 MHz   | 2133 MHz         | 17,0 GB/s              |
| DDR4-2400 | PC4-19200 | 300 MHz        | 1200 MHz   | 2400 MHz         | 19,2 GB/s              |
| DDR4-2666 | PC4-21300 | 333 MHz        | 1333 MHz   | 2666 MHz         | 21,3 GB/s              |
| DDR4-2933 | PC4-23466 | 366 MHz        | 1466 MHz   | 2933 MHz         | 23,5 GB/s              |
| DDR4-3200 | PC4-25600 | 400 MHz        | 1600 MHz   | 3200 MHz         | 25,6 GB/s              |
| DDR4-3600 | PC4-28800 | 450 MHz        | 1800 MHz   | 3600 MHz         | 28,8 GB/s              |

Vorteile von DDR4-RAM
Im Vergleich zum Vorgänger wird das RAM nochmals höher getaktet, dadurch können höhere Transferraten erreicht werden. Gleichzeitig wird die Spannung auf 1,2 V gesenkt. Dank Chip-Stacking-Technologie können bis zu acht Speicherschichten übereinander geschichtet werden. Das erhöht nicht nur die maximale Speicherkapazität, sondern auch die Signalqualität der einzelnen Module.
Weiterhin verfügt DDR4 über die Möglichkeit einer Fehlererkennung, die aber selten genutzt wird, da sie bis zu 25 % der Bandbreite belegt.

### DDR5-SDRAM

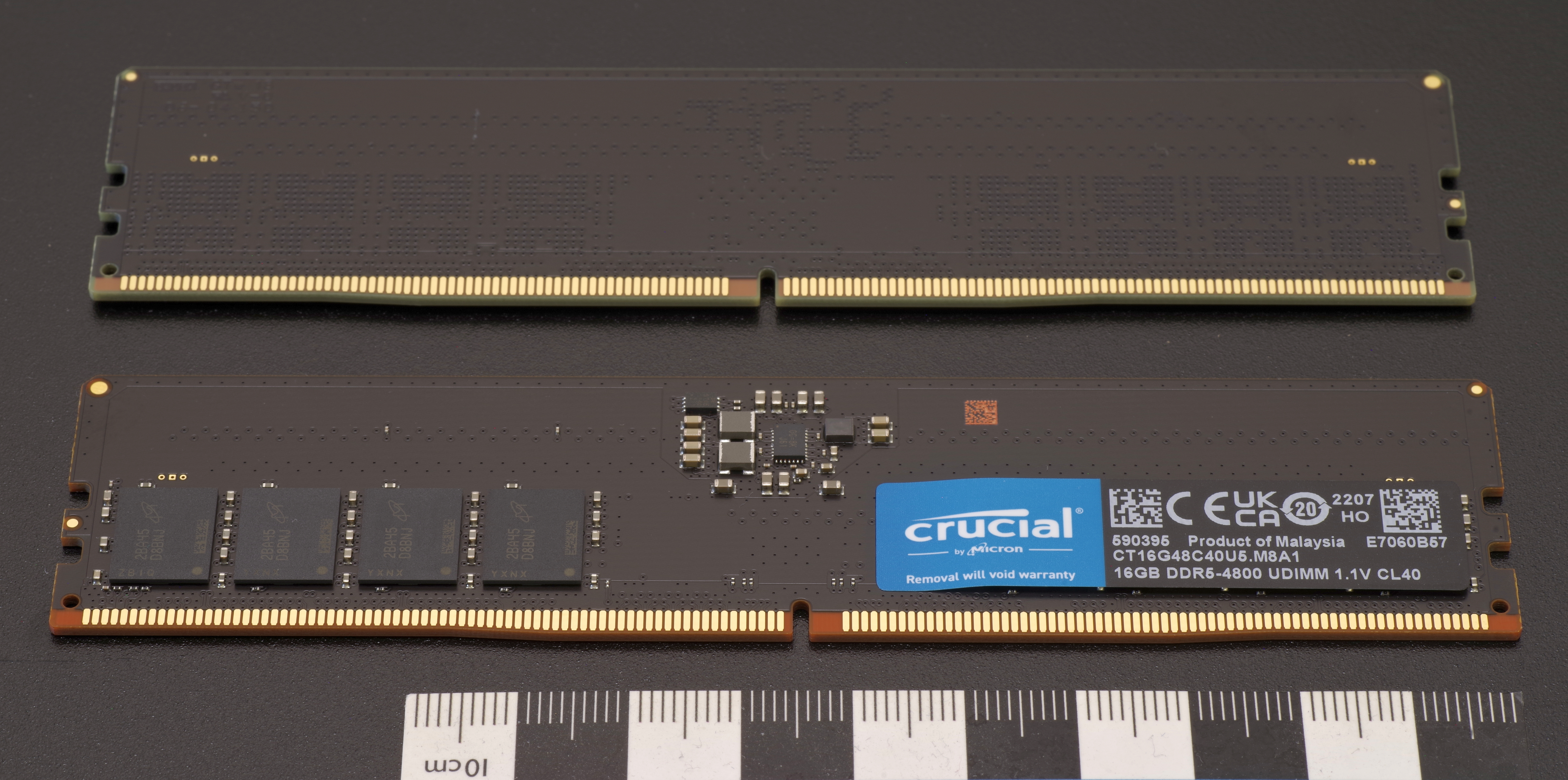
DDR5-SDRAM

DDR5 sollte 2020 auf den Markt kommen, es gab bereits 2018 erste Muster. Im Juli 2020 wurde die Spezifikation offiziell veröffentlicht (kostenpflichtiger Download). Bei der Markteinführung von Intels Alder Lake Core i9-12900K Ende 2021 war DDR5-SDRAM noch Mangelware.
Nach ersten Entwürfen der JEDEC aus dem Jahr 2017 sollten DDR5-RAMs mit 3200 MHz beginnen und bis 8400 MHz gehen.
Schon diese ersten Entwürfe lagen um mehr als den Faktor 2 über den ersten Entwürfen für DDR4-RAM (1600 bis 3200 MHz).
Die ursprünglich als obere Grenze vorgesehenen Taktfrequenzen (je nach Quelle 6400 oder 8400 MHz) wurden ein Jahr nach Einführung erreicht bzw. werden in Kürze erreicht werden.
Die Kerbe in der Kontaktleiste wurde gegenüber DDR4 um 0,3 cm zur Mitte hin versetzt.
| Chip      | Modul     | Speicher- takt | I/O- Takt² | Effektiver Takt³ | Datenrate (2×32 bit Bus) |
| --------- | --------- | -------------- | ---------- | ---------------- | ------------------------ |
| DDR5-3200 | PC5-25600 | 200 MHz        | 1600 MHz   | 3200 MHz         | 2× 12,8 GB/s             |
| DDR5-4800 | PC5-38400 | 300 MHz        | 2400 MHz   | 4800 MHz         | 2× 19,2 GB/s             |
| DDR5-5600 | PC5-44800 | 350 MHz        | 2800 MHz   | 5600 MHz         | 2× 22,4 GB/s             |
| DDR5-6400 | PC5-51200 | 400 MHz        | 3200 MHz   | 6400 MHz         | 2× 25,6 GB/s             |
| DDR5-7200 | PC5-57600 | 450 MHz        | 3600 MHz   | 7200 MHz         | 2× 28,8 GB/s             |
| DDR5-8000 | PC5-64000 | 500 MHz        | 4000 MHz   | 8000 MHz         | 2× 32,0 GB/s             |
| DDR5-8400 | PC5-67200 | 525 MHz        | 4200 MHz   | 8400 MHz         | 2× 33,6 GB/s             |

Es gibt signifikante Verbesserungen bei DDR5-RAM (gegenüber DDR3), die deutlich über den marginalen Änderungen bei DDR4-RAM (gegenüber DDR3) liegen.
- Die benötigte Betriebsspannung wird auf dem Modul selbst erzeugt. Zugeführt werden 12 V, das Modul erzeugt sich daraus selbst die benötigten Spannungen von 0,5 bis 1,8 V.
- 16-fach- und optional 32-fach-Prefetch, Aufteilung des Interfaces in zwei Kanäle (wie bei DDR4-LPDIMM und GDDR-6-RAM)
- umfangreiche Kalibrierungsmöglichkeiten aller Signalleitungen
- mehrstufige Signalentzerrung
  - digital mit einem FFE (Feed Forward Equalizer) im Sender,
  - analog mit einem CTLE (Continuous Time Linear Equalizer) als auch
  - digital mit einem vierstufigen DFE (Decision Feedback Equalizer) im Empfänger.[13]

  Diese umfangreichen Möglichkeiten haben zu einem schnellen Anstieg der Taktfrequenzen geführt.

  So starteten DDR5-Module gleich bei 4800 MHz (DDR4: 1600 MHz, DDR3: 800 MHz, DDR2: 400 MHz, DDR: 200 MHz).

  Weiterhin stieg die (max. verfügbare) Taktfrequenz innerhalb von 2 Jahren auf 8000 MHz.
- On-Die-ECC, jeder RAM hat im Inneren 6,25 % zusätzliche RAM-Zellen, um Fehler auch bei Nicht-ECC-RAM zu erkennen und zu korrigieren. Dieser Test kann periodisch und unabhängig von der CPU ausgeführt werden.
- Kombinationen von DRAM-, Flash- und anderen persistenten Speichern (NVDIMM-N/F/P)

### „Post-DDR5“-SDRAM
Die Entwicklung befand sich zu Jahresbeginn 2019 noch ganz am Anfang. Es wurde eine längere Entwicklungszeit von 5 bis 6 Jahren mit der Möglichkeit neuer Konzepte angestrebt.
Neben Beibehaltung der Grundprinzipien der Architektur von aktuellem DDR-RAM steht eine Annäherung von RAM-Schnittstelle und PCI-Express-Schnittstelle zur Diskussion.
Letzteres würde in die Richtung gehen, dass sämtliche Kommunikation einer CPU über PCI-Express geht (Peripherie, Massenspeicher, CPU-zu-CPU-Kommunikation, flüchtiger Speicher).
Weitere diskutierte Richtungen sind Integration des Arbeitsspeichers ähnlich HBM in den CPUs sowie ein Verschmelzen von flüchtigen und persistenten Speichern (wie bei DDR5 NVDIMM-P).

## Berechnung Speichertransferrate
Um den theoretisch maximal möglichen Speicherdurchsatz pro Channel bzw. bei DDR4 pro Modul zu berechnen, wird folgende Formel verwendet:
 Speichertransferrate(in MByte/s)  =  Takt der internen Logik(in MHz)  ×  Prefetching-Faktor  ×  Busbreite(in Byte) 

### Rechnungen für reale Beispiele
| RAM-Typ    | Form | Rechnung               | Übertragungsrate                 | Spannung  | Bemerkungen                                                                    |
| ---------- | ---- | ---------------------- | -------------------------------- | --------- | ------------------------------------------------------------------------------ |
| DRAM       |      | 016 MHz × ½ × 1 Byte   | 08,0 MByte/s (2 Taktzyklen)      | 5V        | abgeschlossene Einzelzugriffe ohne Burst                                       |
| FPM-RAM    | SIMM | 066 MHz × ⅖ × 4 Byte   | 71,1 MByte/s (bei 6·3·3·3-Burst) |           | Vorgänger des asynchronen EDO-RAMs                                             |
| EDO-RAM    | SIMM | 066 MHz × ⅓ × 4 Byte   | 88,9 MByte/s (bei 6·2·2·2-Burst) | 3,3V      | Vorgänger des synchronen SDR-RAMs                                              |
| SDR-66     | DIMM | 066 MHz × 01 × 8 Byte  | 00000,533 GByte/s                | 3,3V      | erster synchroner DRAM, Übertragung auf nur einer Flanke                       |
| SDR-100    | DIMM | 0100 MHz × 01 × 8 Byte | 00000,800 GByte/s                | 3,3V      |                                                                                |
| SDR-133    | DIMM | 0133 MHz × 01 × 8 Byte | 00001,064 GByte/s                | 3,3V      |                                                                                |
| DDR-400    | DIMM | 200 MHz × 02 × 8 Byte  | 00003,2 GByte/s                  | 2,5V      |                                                                                |
| DDR2-5330  | DIMM | 133 MHz × 04 × 8 Byte  | 00004,2 GByte/s                  | ab 1,8V   |                                                                                |
| DDR2-800   | DIMM | 200 MHz × 04 × 8 Byte  | 00006,4 GByte/s                  | ab 1,8V   |                                                                                |
| DDR2-1066  | DIMM | 266 MHz × 04 × 8 Byte  | 00008,5 GByte/s                  | bis 2,0V  |                                                                                |
| DDR3-1600  | DIMM | 200 MHz × 08 × 8 Byte  | 00012,8 GByte/s                  | ab 1,5V   |                                                                                |
| DDR3-2666  | DIMM | 333 MHz × 08 × 8 Byte  | 00021,3 GByte/s                  | bis 1,65V |                                                                                |
| DDR3L-1600 | DIMM | 200 MHz × 08 × 8 Byte  | 00012,8 GByte/s                  | L = 1,35V | DDR3L braucht eine geringere Spannung von 1,35V.                               |
| DDR3L-1866 | DIMM | 233 MHz × 08 × 8 Byte  | 00014,9 GByte/s                  | L = 1,35V | DDR3L braucht eine geringere Spannung von 1,35V.                               |
| DDR4-2133  | DIMM | 266 MHz × 08 × 8 Byte  | 00017,0 GByte/s                  | ab 1,2V   |                                                                                |
| DDR4-2400  | DIMM | 300 MHz × 08 × 8 Byte  | 00019,2 GByte/s                  | ab 1,2V   |                                                                                |
| DDR4-2933  | DIMM | 367 MHz × 08 × 8 Byte  | 00023,5 GByte/s                  | 1,35V     |                                                                                |
| DDR4-3200  | DIMM | 400 MHz × 08 × 8 Byte  | 00025,6 GByte/s                  | 1,35V     |                                                                                |
| DDR4-5333  | DIMM | 667 MHz × 08 × 8 Byte  | 00042,6 GByte/s                  | bis 1,6V  |                                                                                |
| DDR5-4800  | DIMM | 300 MHz × 16 × 8 Byte  | 00038,4 GByte/s                  | ab 1,1V   | Spannungsversorgung mit 12V, benötigte Spannungen werden auf dem Modul erzeugt |
| DDR5-5600  | DIMM | 350 MHz × 16 × 8 Byte  | 00044,8 GByte/s                  | ab 1,1V   | Spannungsversorgung mit 12V, benötigte Spannungen werden auf dem Modul erzeugt |
| DDR5-6400  | DIMM | 400 MHz × 16 × 8 Byte  | 00051,2 GByte/s                  | ab 1,35V  | Spannungsversorgung mit 12V, benötigte Spannungen werden auf dem Modul erzeugt |
| DDR5-7200  | DIMM | 450 MHz × 16 × 8 Byte  | 00057,6 GByte/s                  | ab 1,4V   | Spannungsversorgung mit 12V, benötigte Spannungen werden auf dem Modul erzeugt |
| DDR5-8000  | DIMM | 500 MHz × 16 × 8 Byte  | 00064,0 GByte/s                  | 1,45V     | Spannungsversorgung mit 12V, benötigte Spannungen werden auf dem Modul erzeugt |

DDR-SDRAM überträgt Daten immer bei steigender und fallender Taktflanke, bei DDR2, DDR3 und DDR4 wird der interne Takt der Speicherchips gegenüber dem externen Systemtakt noch um den Faktor zwei bzw. vier gesteigert, da aus mehreren Speicherstellen nacheinander ausgelesen wird. Bei Verwendung von mehrkanaligen Speichersubsystemen kann die kumulative Datenrate wie auch die maximal bestückbare Menge an Speicher vervielfacht werden, die Latenzzeiten erhöhen sich jedoch durch längere interne Pfade etwas.
Anhand dieser Berechnung lässt sich grob abschätzen, wie gut das RAM und das übrige System zusammenpassen. Der Speicher muss schnell genug sein, um die Zugriffe aller Busmaster einschließlich CPU, Festplattencontrollern und Grafikkarten verarbeiten zu können.

## Single-sided / double-sided
Es wird zwischen Single-sided und double-sided-Bausteinen unterschieden. In der single-sided-Variante liegen alle Module auf einer Seite, bei double-sided sind sie auf beide Seiten verteilt. Ein weit verbreiteter Mythos ist, dass die Bauform einen Einfluss auf die Leistung hat. Das stimmt aber nicht, da nicht der physische Aufbau, sondern die logische Organisation einen Einfluss hat (genauer gesagt der sog. rank). Jedoch haben double-sided-Module meist doppelt so viele ranks wie vergleichbare single-sided-Module, was aber nicht der Fall sein muss.

## Latenzzeiten im Vergleich
| Speichertyp | Timingwerte    | tCL (ns) | tRCD (ns) | tRP (ns) | tRAS (ns) |
| ----------- | -------------- | -------- | --------- | -------- | --------- |
| SDR-66      | CL2-2-2-4      | 30,0     | 30,0      | 30,0     | 60,0      |
| SDR-133     | CL3-3-3-6      | 22,5     | 22,5      | 22,5     | 45,0      |
| DDR-266     | CL2.5-3-3-6    | 18,7     | 22,5      | 22,5     | 45,0      |
| DDR-333     | CL2.5-3-3-7    | 15,0     | 18,0      | 18,0     | 42,0      |
| DDR-400     | CL2.5-2-2-5    | 10,0     | 10,0      | 10,0     | 25,0      |
| DDR-400     | CL3-3-2-8      | 15,0     | 15,0      | 15,0     | 40,0      |
| DDR-400     | CL3-4-4-8      | 15,0     | 20,0      | 20,0     | 40,0      |
| DDR2-666    | CL4-4-4-12     | 12,0     | 12,0      | 12,0     | 36,0      |
| DDR2-666    | CL5-5-5-15     | 15,0     | 15,0      | 15,0     | 45,0      |
| DDR2-800    | CL4-4-4-15     | 10,0     | 10,0      | 10,0     | 37,5      |
| DDR2-800    | CL5-5-5-12     | 12,5     | 12,5      | 12,5     | 30,0      |
| DDR2-800    | CL5-5-5-15     | 12,5     | 12,5      | 12,5     | 37,5      |
| DDR2-800    | CL5-5-5-18     | 12,5     | 12,5      | 12,5     | 45,0      |
| DDR2-800    | CL6-6-6-18     | 15,0     | 15,0      | 15,0     | 45,0      |
| DDR2-1066   | CL4-4-4-12     | 07,5     | 07,5      | 07,5     | 22,5      |
| DDR2-1066   | CL5-5-5-15     | 09,4     | 09,4      | 09,4     | 28,1      |
| DDR2-1066   | CL6-7-7-20     | 11,3     | 13,1      | 13,1     | 37,5      |
| DDR2-1066   | CL7-7-7-21     | 13,1     | 13,1      | 13,1     | 39,4      |
| DDR3-1333   | CL7-7-7-21     | 10,5     | 10,5      | 10,5     | 31,5      |
| DDR3-1333   | CL9-9-9-24     | 13,5     | 13,5      | 13,5     | 36,0      |
| DDR3-1600   | CL6-8-6-24     | 07,5     | 10,0      | 07,5     | 30,0      |
| DDR3-1600   | CL10-10-10-?   | 12,5     | 12,5      | 12,5     | ?         |
| DDR3-1600   | CL11-11-11-28  | 13,8     | 13,8      | 13,8     | 35,0      |
| DDR3-1866   | CL7-7-7-18     | 07,5     | 07,5      | 07,5     | 19,3      |
| DDR3-1866   | CL9-10-9-28    | 09,6     | 10,7      | 09,6     | 30,0      |
| DDR3-1866   | CL10-11-10-30  | 10,7     | 11,8      | 10,7     | 32,1      |
| DDR3-2133   | CL9-11-9-28    | 08,4     | 10,3      | 08,4     | 26,3      |
| DDR3-2133   | CL10-12-12-31  | 09,4     | 11,2      | 11,2     | 29,1      |
| DDR3-2400   | CL11-13-13-31  | 09,2     | 10,8      | 10,8     | 25,8      |
| DDR3-2666   | CL11-14-15-?   | 08,2     | 10,5      | 11,2     | ?         |
| DDR3-2933   | CL12-14-14-35  | 08,2     | 09,5      | 09,5     | 23,9      |
| DDR4-2133   | CL10-12-12-28  | 09,4     | 11,3      | 11,3     | 26,3      |
| DDR4-2400   | CL11-13-13-31  | 09,2     | 10,8      | 10,8     | 25,8      |
| DDR4-2933   | CL16-18-18-36  | 10,9     | 12,3      | 12,3     | 24,5      |
| DDR4-3000   | CL16-18-18-38  | 10,7     | 12,0      | 12,0     | 25,3      |
| DDR4-3200   | CL16-18-18-36  | 10,0     | 11,3      | 11,3     | 22,5      |
| DDR4-3200   | CL16-20-20-38  | 10,0     | 12,5      | 12,5     | 23,7      |
| DDR4-3200   | CL16-20-20-40  | 10,0     | 12,5      | 12,5     | 25,0      |
| DDR4-3200   | CL18-22-22-42  | 11,2     | 13,7      | 13,7     | 26,2      |
| DDR4-3600   | CL18-22-22-38  | 10,0     | 12,2      | 12,2     | 21,1      |
| DDR4-3600   | CL18-22-22-42  | 10,0     | 12,2      | 12,2     | 23,3      |
| DDR4-4000   | CL18-22-22-42  | 09,0     | 11,0      | 11,0     | 21,0      |
| DDR4-4000   | CL19-23-23-42  | 09,5     | 11,5      | 11,5     | 21,0      |
| DDR4-4000   | CL19-23-23-45  | 09,5     | 11,5      | 11,5     | 22,5      |
| DDR4-4133   | CL19-21-21-41  | 09,2     | 10,2      | 10,2     | 19,8      |
| DDR4-4400   | CL19-25-25-45  | 08,6     | 11,4      | 11,4     | 20,4      |
| DDR4-4600   | CL19-26-26-45  | 09,3     | 11,3      | 11,3     | 19,6      |
| DDR4-4800   | CL20-30-30-50  | 08,3     | 12,5      | 12,5     | 20,8      |
| DDR4-5000   | CL19-28-28-?   | 07,6     | 11,0      | 11,2     | ?         |
| DDR4-5066   | CL20-30-30-50  | 07,9     | 11,8      | 11,8     | 19,7      |
| DDR4-5333   | CL22-32-32-52  | 08,2     | 12,0      | 12,0     | 19,5      |
| DDR5-4000   | CL30-30-30-64  | 15,0     | 15,0      | 15,0     | 32,0      |
| DDR5-4800   | CL40-40-40-77  | 16,7     | 16,7      | 16,7     | 32,1      |
| DDR5-5200   | CL28-34-34-83  | 10,8     | 13,1      | 13,1     | 31,9      |
| DDR5-5200   | CL36-36-36-68  | 13,8     | 13,8      | 13,8     | 26,1      |
| DDR5-5200   | CL38-38-38-76  | 14,6     | 14,6      | 14,6     | 29,2      |
| DDR5-5200   | CL40-40-40-77  | 15,4     | 15,4      | 15,4     | 29,6      |
| DDR5-5600   | CL36-36-36-76  | 12,9     | 12,9      | 12,9     | 27,1      |
| DDR5-5600   | CL40-40-40-76  | 14,3     | 14,3      | 14,3     | 27,5      |
| DDR5-6000   | CL36-36-36-76  | 12,0     | 12,0      | 12,0     | 25,3      |
| DDR5-6200   | CL36-39-39-76  | 11,6     | 12,6      | 12,6     | 24,5      |
| DDR5-6400   | CL32-39-39-84  | 10,0     | 12,2      | 12,2     | 26,2      |
| DDR5-6400   | CL40-40-40-84  | 12,5     | 12,5      | 12,5     | 26,2      |
| DDR5-6600   | CL32-39-39-76  | 09,7     | 11,8      | 11,8     | 23,0      |
| DDR5-6600   | CL34-40-40-105 | 10,3     | 12,1      | 12,1     | 31,8      |
| DDR5-8000   | CL38-48-48-84  | 09,5     | 12,0      | 12,0     | 21,0      |
| DDR5-8400   | CL40-52-52-134 | 09,5     | 12,4      | 12,4     | 31,9      |

Ob eher hohe Datenraten oder ob eher geringe Latenzzeiten für die Performance eines Programmes/Algorithmus die Hauptrolle spielen, hängt von der Vorhersagbarkeit von Datenzugriffen ab (Data Prefetching).
Die einzelnen Speichertypen haben (10 % und 90 % Percentile) folgende Zugriffszeiten, um eine Cache-Line zu lesen (Preisvergleich, Stand Ende 2022):
| RAM-Typ  | 64 Byte/Kanal lesen | 64 Byte/Kanal lesen |
| RAM-Typ  | Page Hit            | Page Miss           |
| -------- | ------------------- | ------------------- |
| SDR-RAM  | 80 ns               | 150 ns              |
| DDR-RAM  | 24...27 ns          | 60...97 ns          |
| DDR2-RAM | 18...21 ns          | 66...81 ns          |
| DDR3-RAM | 13...16 ns          | 51...66 ns          |
| DDR4-RAM | 10...15 ns          | 38...61 ns          |
| DDR5-RAM | 11...18 ns          | 48...66 ns          |

Hinweise:
- Die Tabelle spiegelt die Geschwindigkeit am Ende der Lebensdauer einer RAM-Generation wider.
- DDR5-RAM ist erst am Anfang seiner Lebensdauer, in ein paar Jahren dürften die Werte sich noch verbessern.
- DDR5-RAM blockiert beim Refresh einer Bankgruppe nur 25 % der Bänke dieser Bankgruppe.
- Bei Zugriffen einer CPU auf RAM kommt noch die Zeit der Adressübersetzung und das Abgrasen des L1-Cache, des L2-Cache und aller L3-Caches der Prozessornode hinzu. Im Best Case sind das ~10 ns bei monolithischen CPUs und im Worst Case können das bei Mehrsockelsystemen mit sehr vielen Kernen um die 75 ns sein.

Berechnung
Die Latenz lässt sich – wie aus den eben genannten Beispielen ersichtlich – wie folgt berechnen:
{\displaystyle {\text{Zugriffszeit}}\geqslant {\frac {t_{CL}+t_{RCD}}{\text{Taktfrequenz}}}={\frac {2\cdot (t_{CL}+t_{RCD})}{\text{effektive Taktfrequenz}}}}
Die gesamte Zugriffszeit ist mindestens {\displaystyle t_{RCD}+t_{CL}} geteilt durch den Takt. Die effektive Taktfrequenz ist doppelt so hoch wie die eigentliche Taktfrequenz, da zweimal je Takt ausgelesen wird (daher der Name DDR = Double Data Rate).

### Abweichungen von der Spezifikation
Die meisten Speicherhersteller bieten RAM an, der die offiziellen Spezifikationen der JEDEC nicht oder nicht in allen Betriebsmodi einhält. Das sind eingespeicherte Profile der verschiedenen Parameter, darunter Taktrate, Timings und Betriebsspannung. Deren Gesamtheit wird u. a. als Timings Table bezeichnet, etwa von der verbreiteten Freeware CPU-Z.
Vor allem betrifft es den höchsten Modus als besonders schnell konzipierter Riegel, d. h. solcher mit höheren Taktraten und/oder besseren Timings. Diese Produkte werden oft als „OC-RAM“ (Speichermodule für Übertakter) bezeichnet. Während z. B. DDR3-1600 CL9-9-9 einer offiziellen Spezifikation unterliegt, handelt es sich bei DDR3-1600 CL8-8-8 sowie DDR4-3466 CL16-18-16 nicht um JEDEC-Standards.
Auch für künftige Arbeitsspeichertypen ist zu erwarten, dass infolge der stetigen Verbesserung der Fertigungsverfahren immer schnellere Speichermodule angeboten werden. Diese werden jedoch zumindest anfangs außerhalb der offiziellen Spezifikation arbeiten. Die JEDEC könnte diese Speichermodule in die offizielle Spezifikation aufnehmen, allerdings geschieht das oft erst Jahre nach der ersten Verfügbarkeit wenn diese verbesserten Spezifikationen schon wieder durch noch bessere Spezifikationen obsolet sind. Auf Anhieb arbeiten solche Module nur dann zufriedenstellend, wenn ihre Parameter korrekt abgelegt sind (Profile) und diese vom System übernommen werden können. Wenn dem nicht so ist, werden sie standardkonform oder vom Mainboard justiert betrieben. Ist beides ebenfalls nicht möglich, verweigert das System den Betrieb.